# Who Used to Dance
Who Used to Dance — студийный альбом американской певицы Эбби Линкольн, выпущенный в 1997 году на лейбле Verve Records.

## Отзывы критиков
| Оценки критиков                            | Оценки критиков |
| Источник                                   | Оценка          |
| ------------------------------------------ | --------------- |
| AllMusic                                   | [ 1 ]           |
| The Encyclopedia of Popular Music          | [ 2 ]           |
| MusicHound Jazz: The Essential Album Guide | [ 3 ]           |
| The Penguin Guide to Jazz                  | [ 4 ]           |
| The Rolling Stone Jazz & Blues Album Guide | [ 5 ]           |

Джим Мэкни из журнала Billboard включил альбом в десятку лучших джазовых пластинок года. Рецензент журнала Music & Media выделил способность Линкольн сочетать лирический интеллект с музыкальной меланхолией и умение превратить фолковую мелодию, подобную «Мистеру Тамбурину» Боба Дилана, во что-то богатое и необычное.
Джим Сантелла из All About Jazz отметил, что Линкольн сохраняет свою собственную отличительную манеру исполнения текстов, а баллады альбома служат для демонстрации зернистости голоса певицы, длинных, связанных между собой цельных фраз и тщательно выговариваемых слов. Скотт Яноу из AllMusic написал: «У Эбби Линкольн, 65-летней на момент этой записи, всё ещё был достаточно сильный голос на этом этапе её карьеры, и хотя время от времени она проявляла признаки смягчения, она всё ещё была способна исполнять зажигательные музыкальные заявления. Этот энергичный релиз в основном подчёркивает медленные темпы и меланхолические настроения. Ностальгический „Who Used to Dance“ — изюминка, и „Street of Dreams“ работает хорошо, хотя „Mr. Tambourine Man“ не слишком важен. На записи присутствуют шесть разных саксофонистов (обычно по одному на песню), и, несмотря на разнообразие стилей, их второстепенные роли и уважительная игра делают их звучание довольно похожим. Интересная, но не слишком существенная пластинка».

## Список композиций
1. «Love Has Gone Away» (Эбби Линкольн) — 7:35
2. «Who Used to Dance» (Эбби Линкольн) — 9:40
3. «Love Lament» (Ричард Берри Линч) — 7:11
4. «Mr Tambourine Man» (Боб Дилан) — 6:53
5. «When Autumn Sings» (Ричард Берри Линч) — 4:08
6. «Love What You Doin’» (Эбби Линкольн) — 8:26
7. «Street of Dream» (Сэм М. Льюис, Виктор Янг) — 6:33
8. «I Sing a Song» (Эбби Линкольн) — 5:48
9. «The River» (Эбби Линкольн) — 4:59

## Участники записи
- Альт-саксофон — Фрэнк Морган (3, 5), Джастин Робинсон (9), Оливер Лейк (6, 9), Райли Т. Бенди III (6, 8), Стив Коулман (1, 6, 7)
- Аранжировка, вокал — Эбби Линкольн
- Аранжировка духовых — Рэнди Ноэль (6)
- Барабаны, перкуссия — Аарон Уокер (1, 2, 4, 7, 8)
- Бас-гитара — Майкл Боуи (1-8), Джон Ормонд (9)
- Бэк-вокал — Артур Грин (9), Баззи Бартоломью Грей (9)
- Звукорежиссёр, запись, сведение — Рик Эпплгейт
- Звукорежиссёр (ассистент) — Брук Саут, Дэйв Гудермот
- Корнет — Грэм Хейнс (9)
- Мастеринг — Джей Ньюленд
- Тенор-саксофон — Жюльен Луро (4)
- Продюсер — Жан-Филипп Аллар
- Ударные — Элвестер Гарнетт (2, 5, 6), Туре Александер (9)
- Фортепиано — Марк Кэри (1-8), Родни Кендрик (9)
- Чечётка — Сэвион Гловер (2)

Сведения взяты из аннотации к альбому.

## Чарты
| Чарт (1997)                     | Высшая позиция |
| ------------------------------- | -------------- |
| США (Billboard Top Jazz Albums) | 11             |